# László Bálint
László Bálint (Szabadka, 1987. január 2. –) a Magyar Remény Mozgalom (MRM) párt alapítója és volt elnöke, a Magyar Nemzeti Tanács volt képviselője. Szakmáját tekintve szoftverfejlesztő, földrajztanár, újságíró és játékvezető.

## Élete
Alapfokú tanulmányait a Miloš Crnjanski Általános Iskolában fejezte be. A középiskolát a szabadkai Svetozar Marković Gimnázium társadalomtudományi-nyelvi szakán végezte, majd 2006 és 2009 között a Szegedi Tudományegyetem TTIK földrajz BSc szakos hallgatója volt. 2009-ben lett okleveles geográfus. 2011-ben végzett a Szegedi Tudományegyetem mesterképzéses hallgatójaként, terület- és településfejlesztő geográfus szakirányon. 2013-ban fejezte oklevelének szerbiai honosítási folyamatát, így mester diplomás földrajztanári minősítést szerzett. Rendelkezik nemzetközi jógaoktatói, játékvezetői, Java és JavaScript fejlesztői oklevelekkel. Felsőfokon beszél angol és szerb, illetve középfokon német nyelven.
Jelenleg a budapesti székhelyű LVGL vállalatnál tevékenykedik full-stack szoftverfejlesztőként. 2021-2025 nyara között full-stack szoftverfejlesztőként dolgozott a Lufthansa Systems Hungária cégnél, illetve annak képviselőjeként a Lufthansa és az LG Electronics által létrehozott AERQ projekten és a zürichi székhelyű FIDES multibanking cég által működtetett ONEHub és ONEPool projekteken. 2018-2021 során  szoftverfejlesztőként, alkalmazásmenedzserként és a AD/AM Szeged csapatvezetőjeként dolgozott a német tulajdonú IT Services Hungary cég szegedi telephelyén, illetve 2019 óta a szabadkai Október 10. Általános Iskolában földrajztanár. Emellett, a Tekrama ingatlanértékesítéssel foglalkozó startup cégnél frontend fejlesztőként segédkezett, a szegedi Flow Academy cégnél mentorként segítette a programozó hallgatók fejlődését. Dolgozott földrajztanárként a szabadkai Széchenyi István Általános Iskolában és Svetozar Marković Gimnáziumban, emellett, a DélHír Portál újságírója, fő- és felelős szerkesztőjeként és újságíróként, valamint hosszú évekig labdarúgó játékvezetőként is tevékenykedett. Egy évet töltött a vendéglátásban Angliában és három hónapot az USA-ban, illetve ugyancsak mellékállásként foglalkozott felszolgálással több szabadkai étteremben, kávézóban. 
16 éves kora óta több délvidéki és anyaországi civil szervezet alapító és rendes tagja. Többek között, három évig a Magyar Fiatalok Határok Nélkül Alapítvány kuratóriumi tagja. 2006-ban alapító elnöke a VMDP Ifjúsági Tagozatának, amelyet több mint két évig vezetett. 2008 végén lemondott minden közéleti funkciójáról, hogy aztán 2009 folyamán élére álljon egy fiatalokból álló politikai kezdeményezésnek, a Magyar Remény Mozgalom (MRM) megalapításának. Az MRM – a tagság túlnyomó részét alkotó fiatalok tömeges, nyugaton történő munkavállalása miatt – 2014 szeptemberében felfüggesztette politikai tevékenységét. Számos ifjúságpolitikai konferencián, valamint város- és vidékfejlesztési tanácskozáson vett aktívan részt. 2010 nyara és 2014 ősze között a Magyar Nemzeti Tanács és az MNT Nyelvhasználati Bizottságának tagja. 2011 és 2014 vége között a Szekeres László Alapítvány kuratóriumi tagja. Egy évig volt a KMKF Állandó Bizottságának, Regionális önkormányzati munkacsoportjának, illetve az Alapítvány a Magyar Nemzeti Kisebbségek Európai Érdekképviseletéért kuratóriumának tagja. Amatőr szinten foglalkozik labdarúgással, és korábban a Szegedi Vasutas Sport Egyesületnél és az oroszlámosi Slavija FK-ban szerepelt. Házas, gyermekes és a Szabadkai Keresztyén Református Egyházközösség tagja.
Az egyetemi tanulmányok folytatása alatt két szakmai tanulmánya jelent meg, az egyik Csantavér település szociálgeográfiai felmérése címmel, illetve – a másik – Szerbia regionalizációs nehézségei és az első kistérségi társulás úttörő szerepe címmel. 2010-ben részt vállalt a Dél-Tolna megye völgységi falvainak szociálgeográfiai terepi felmérése programban.